# Íhor Razorónov
Íhor Anatóliyovich Razorónov –en ucraniano, Ігор Анатолійович Разорьонов– (Krasny Liman, URSS, 25 de marzo de 1970) es un deportista ucraniano que compitió en halterofilia.
Participó en cuatro Juegos Olímpicos de Verano, entre los años 1996 y 2008, obteniendo una medalla de plata en Atenas 2004, en la categoría de 105 kg, y el cuarto lugar en Sídney 2000.
Ganó cuatro medallas en el Campeonato Mundial de Halterofilia entre los años 1993 y 2001, y dos medallas en el Campeonato Europeo de Halterofilia, oro en 2003 y bronce en 1994.

## Palmarés internacional
| Juegos Olímpicos   | Juegos Olímpicos          | Juegos Olímpicos  | Juegos Olímpicos |
| Año                | Lugar                     | Medalla           | Categoría        |
| ------------------ | ------------------------- | ----------------- | ---------------- |
| 2004               | Atenas (Grecia)           | Medalla de plata  | 105 kg           |
| Campeonato Mundial |                           |                   |                  |
| Año                | Lugar                     | Medalla           | Categoría        |
| 1993               | Melbourne (Australia)     | Medalla de bronce | 108 kg           |
| 1995               | Cantón (China)            | Medalla de oro    | 108 kg           |
| 1998               | Lahti (Finlandia)         | Medalla de oro    | 105 kg           |
| 2001               | Antalya (Turquía)         | Medalla de bronce | 105 kg           |
| Campeonato Europeo |                           |                   |                  |
| Año                | Lugar                     | Medalla           | Categoría        |
| 1994               | Sokolov (República Checa) | Medalla de bronce | 108 kg           |
| 2003               | Lutraki (Grecia)          | Medalla de oro    | 105 kg           |